# Blejec
Blejec je priimek v Sloveniji, ki ga je po podatkih Statističnega urada Republike Slovenije na dan 1. januarja 2010 uporabljalo 45 oseb in je med vsemi priimki po pogostosti uporabe uvrščen na 8.067. mesto.

## Znani nosilci priimka
- Andrej Blejec (*1953), matematik in statistik, univ. prof.
- Marijan Blejec (1919—1992), matematik in statistik, univ. profesor
- Maks Blejec (1902—1963), tiskar
- Metod Blejec, vizulani umetnik, fotograf? (umetniški duo MU)